# 艾卢姆
艾卢姆（Ailum），是印度北方邦Muzaffarnagar县的一个城镇。总人口13052（2001年）。

## 人口
该地2001年总人口13052人，其中男性7150人，女性5902人；0—6岁人口1931人，其中男1089人，女842人；识字率60.23%，其中男性为69.85%，女性为48.58%。